# Tarasz Volodimirovics Mihalik
Tarasz Volodimirovics Mihalik (ukránul: Тарас Володимирович Михалик; Ljubesov, Szovjetunió [ma: Ljubesiv, Ukrajna], 1983. október 28. –) egy ukrán válogatott labdarúgó, 2013 óta a Lokomotyiv Moszkva játékosa. A pálya szinte minden területén bevethető, leggyakrabban belső védőt, illetve szélső középpályást játszik.

## Pályafutása

### Klubcsapatokban

#### Junior évek
Junior éveit a Volinyi terület székhelyének legnevesebb csapatában, a Voliny Luckban töltötte, ahol saját bevallása szerint csatárt játszott. 2001-ben, 18 évesen igazolta le az akkor másodosztályú fővárosi CSZKA Kijiv.

#### A profi labdarúgó-pályafutás kezdete
A CSZKA Kijivben vált profi labdarúgóvá. Az itt töltött négy szezon alatt a csapat meghatározó egyénisége lett. Összesen 89 alkalommal lépett pályára, ezeken 10 gólt szerzett.

#### A Dinamóban
Az ukrán labdarúgás legsikeresebb csapat, az Dinamo Kijiv 2005 nyarán igazolta le, majd rögtön kölcsönadta a másodosztályban szereplő Zakarpattyának. A 2005–2006-os idény őszi felében 18 alkalommal lépett pályára és 3 gólt szerzett.
2006 januárjában tért vissza a Dinamóhoz. Anatolij Demjanenko vezetőedző ugyan nagy tehetséget a fiatal játékosban, azonban az első csapatban csak 5 alkalommal – irányító középpályásként – jutott szerephez.
Az áttörést a 2007. július 10-én rendezett ukrán szuperkupa-döntő hozta meg: Mihalik szerezte a Dinamo mindkét gólját. A 2–2-es döntetlennel zárult mérkőzésen a fővárosi csapat végül tizenegyespárbajban diadalmaskodott az „ősi” rivális Sahtar Doneckkel szemben.
Amikor 2007 decemberében az orosz mesteredző, Jurij Szjomin átvette a Dinamo irányítását, radikális változásokat eszközölt. Átszervezte mind a védelmet, mind a középpályát, a hosszú felívelgetések helyett a rövid passzos játékra helyezte a hangsúlyt, Mihalikot a védelembe vonta vissza.
A 2008–2009-es szezonban a védelem tengelyének számító Mihaliknak több kérője is akadt, köztük az olasz AC Milan is, akik csak az „ukrán Gattusó”-ként emlegették. A sikeres olaszországi próbajáték ellenére 2010-ig meghosszabbította szerződését a Dinamóval.

### A válogatottban
Mihalik tagja volt a 2006-os U21-es labdarúgó-Európa-bajnokságon ezüstérmet elért korosztályos nemzeti válogatottnak, majd 2006. augusztus 15-én bemutatkozott az ukrán labdarúgó-válogatottban is.

## Sikerei, díjai
- Dinamo Kijiv
  - 2-szeres ukrán bajnok (2007, 2009)
  - 2-szeres ukránkupa-győztes (2007, 2009)
  - 2-szeres ukrán szuperkupa-győztes (2006, 2007)
  - UEFA-kupa-elődöntős: 2008–2009
- Ukrán U21-es labdarúgó-válogatott
  - Európa-bajnoki ezüstérmes: 2006

## Statisztika
| Szezon    | Csapat                            | Bajnokság    | M  | G |
| --------- | --------------------------------- | ------------ | -- | - |
| 2008–2009 | Dinamo Kijiv                      | Premjer-Liha | 18 | 2 |
| 2007–2008 | Dinamo Kijiv                      | Premjer-Liha | 16 | 1 |
| 2006–2007 | Dinamo Kijiv                      | Premjer-Liha | 23 | 2 |
| 2005–2006 | Dinamo Kijiv                      | Premjer-Liha | 5  | 0 |
| 2005–2006 | Dinamo–2 Kijiv                    | Druha Liha   | 3  | 0 |
| 2005–2006 | Zakarpattya Uzshorod (kölcsönben) | Persa Liha   | 18 | 3 |
| 2004–2005 | CSZKA Kijiv                       | Persa Liha   | 24 | 5 |
| 2003–2004 | CSZKA Kijiv                       | Persa Liha   | 30 | 4 |
| 2002–2003 | CSZKA Kijiv                       | Persa Liha   | 28 | 1 |
| 2001–2002 | CSZKA Kijiv                       | Persa Liha   | 7  | 0 |

## Külső hivatkozások
- Adatlapja a Dinamo Kijiv hivatalos oldalán (ukránul)